# Rolando Fonseca
Rolando Fonseca Jiménez (San José, 6 juni 1974) is een voormalig voetballer uit Costa Rica.

## Clubcarrière
De aanvallende middenvelder speelde voor Deportivo Saprissa, CSD Comunicaciones (Guatemala), Independiente Medellín (Colombia), Toluca CF, La Piedad (beiden Mexico) en Alajuelense.

## Interlandcarrière
Fonseca speelt sinds 27 mei 1992 voor het nationaal elftal. Hij was actief tijdens twee duels op het Wereldkampioenschap voetbal 2002. Fonseca was all-time topscorer van het nationaal elftal van Costa Rica met 42 goals, totdat Paulo Wanchope hem op 8 oktober 2005 passeerde op de lijst met meeste interlanddoelpunten voor Los Ticos.